# António, Um Rapaz de Lisboa
António, Um Rapaz de Lisboa é um filme português realizado em 1999 por Jorge Silva Melo.
A estreia em Portugal foi a 18 de Janeiro de 2002.

## Elenco
- Manuel Wiborg... António
- Lia Gama... Cármen
- Sylvie Rocha... Ana
- Paulo Claro... André
- Isabel Muñoz Cardoso... Teresa
- Marco Delgado... Nuno
- Ivo Canelas... Jaime
- Joana Bárcia... Rita
- Glicínia Quartin...Sra Blumenstein